# Yangda
Yangda (kinesiska: 羊达, 羊达乡) är en socken i Kina. Den ligger i den autonoma regionen Tibet, i den sydvästra delen av landet, omkring 17 kilometer väster om regionhuvudstaden Lhasa. Antalet invånare är 4 860. Befolkningen består av 2 354 kvinnor och 2 506 män. Barn under 15 år utgör 19,0 %, vuxna 15-64 år 75 %, och äldre över 65 år 4,0 %.
Genomsnittlig årsnederbörd är 847 millimeter. Den regnigaste månaden är juli, med i genomsnitt 258 mm nederbörd, och den torraste är december, med 2 mm nederbörd.